# Wistron
Wistron Corporation (kinesisk: 緯創資通股份有限公司; pinyin: Wěichuàng Zītōng Gǔfèn Yǒuxiàn Gōngsī) er en taiwansk elektronikproducent. Den udgjorde fabrikationsenheden i Acer Inc. før der blev foretaget et spin-off i 2000. Virksomheden er i dag original design manufacturer (ODM) og electronics contract manufacturer (ECM). Produkterne inkluderer computere, servere, fladskærme, GPS, og andet elektronisk udstyr.
Wistron har ca. 80.000 ansatte, 12 fabrikker, 10 udviklingscentre og 14 kundeservicecentre.